# Chata na Poľane pod Vysokou
Chata na Poľaně pod Vysokou (polsky Schronisko na Polanie pod Wysoką) byla chata v Bielovodském údolí ve Vysokých Tatrách. Zanikla v roce 1923.

## Historie
Velkostatkář Aladár Salamon vlastnil rozsáhlé pozemky v Bielovodské dolině a v Javorině. Bránil veřejnosti tuto část Tater navštěvovat. V roce 1877 polské Towaryzystwo Tatrańske projevilo zájem postavit chatu v údolí. Velkostatkář to odmítl, ale postavil na Poľaně pod Vysokou v roce 1877 třípokojovou loveckou chatu, v níž jednu místnost přenechal turistům. O dva roky později nový majitel Javoriny, kníže Christian Hohenlohe, chatu proměnil na hájovnu a zakázal přístup na poľanu. Chata nakonec vyhořela v roce 1923. Rok po požáru Klub československých turistů vystavěl na jejím místě nocoviště, které v roce 1926 také vyhořelo. Chata už nebyla obnovena.